# Franz Haas (Politiker, 1904)
Franz Haas (* 16. Januar 1904 in Kornhöfstadt, heute Scheinfeld; † 30. Januar 1989 in Nürnberg) war ein deutscher Politiker der SPD. Von 1946 bis 1957 gehörte er dem Bayerischen Landtag an, danach war er 2. Bürgermeister von Nürnberg.

## Leben
Haas begann 1918 seine Lehre zum Schriftsetzer bei der Universitätsdruckerei Würzburg, die er 1922 abschloss. Daran schloss er den Besuch der Berufsfortbildungsschule für Buchdrucker sowie mehrerer Fachkurse an. 1923 zog er nach Nürnberg, wo er als Lagerarbeiter und -verwalter tätig war. Ab 1925 arbeitete er als Buchdrucker, nebenher absolvierte er eine weitere Ausbildung als Stereotypeur und Maschinensetzer und war als Redakteur tätig. Aufgrund seiner illegalen Tätigkeit für die SPD wurde er 1934 verhaftet und wurde bis zu seiner Entlassung 1936 für eineinhalb Jahre im Konzentrationslager Dachau interniert. 1940 wurde er in die Wehrmacht eingezogen und war als Soldat im Zweiten Weltkrieg im Einsatz. Nach dem Krieg arbeitete er zunächst als Lagerarbeiter in einem Kühlhaus, später auch wieder für die SPD.
Er wurde auf dem Johannisfriedhof beigesetzt.

## Politik
Bereits im Alter von 17 Jahren trat Haas in die Gewerkschaftsjugendbewegung ein, später auch in die SPD und die Sozialistische Arbeiterjugend, für die er nach 1933 illegal tätig war. Nach dem Krieg war er wieder für seine Partei tätig, 1946 wurde er zum Parteisekretär der Nürnberger SPD ernannt sowie in den Stadtrat gewählt. Daneben war einige Jahre lang Bezirksvorsitzender der SPD Franken sowie zweiter Landesvorsitzender der SPD Bayern.
1946 wurde Haas in die Verfassunggebende Landesversammlung berufen. Bei der darauf folgenden Landtagswahl wurde er in den ersten Bayerischen Landtag gewählt. Bei den Wahlen 1950 und 1954 gewann er das Direktmandat. Zuletzt war er stellvertretender Fraktionsvorsitzender der SPD. 1949 gehörte er der ersten Bundesversammlung an, welche Theodor Heuss zum ersten Bundespräsidenten wählte.
Am 17. Januar 1957 legte er sein Landtagsmandat nieder, um sein Amt als 2. Bürgermeister von Nürnberg anzutreten. Im selben Jahr wurde er zum Vorsitzenden der Nürnberger SPD gewählt, dieses Amt bekleidete er bis 1968. 1972 schied er aus dem Amt des Bürgermeisters aus.

## Auszeichnungen
- 1962: Bayerischer Verdienstorden
- 1973: Bürgermedaille der Stadt Nürnberg